# Rudolf Vogel

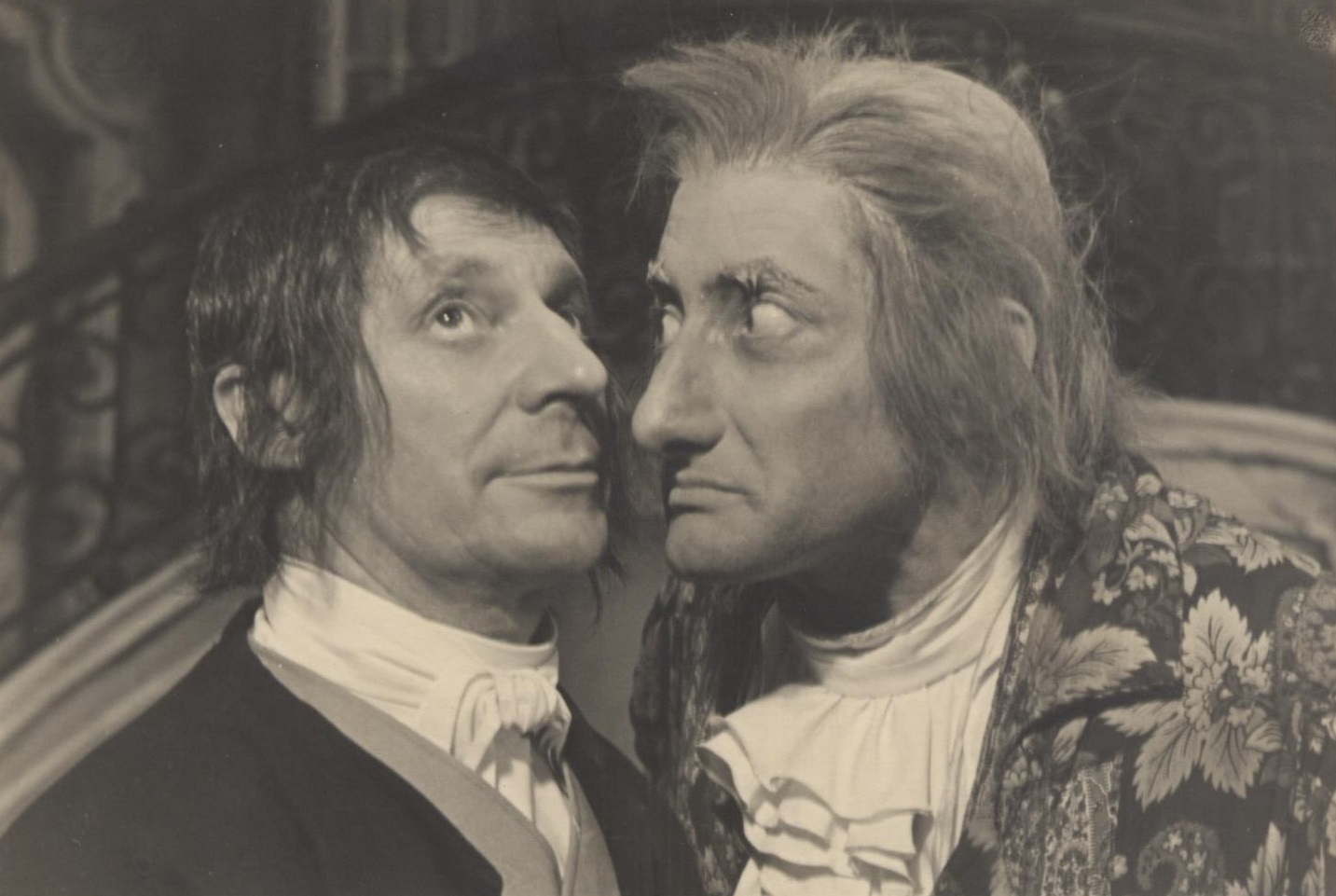
Ernst Barthels och Rudolf Vogel i en teateruppsättning 1939.

Rudolf Vogel, född 10 november 1900 i Planegg, Bayern, död 9 augusti 1967 i München, Bayern, var en tysk skådespelare. Han medverkade från 1941 till sin död 1967 i över 100 tyska filmer och TV-produktioner, ofta i roller som småsinta och illvilliga karaktärer.
Han var far till skådespelaren Peter Vogel.

## Filmografi, urval
- 1942 – Kleine Residenz
- 1947 – Möte på hotell
- 1948 – Adam, Eva och ormen
- 1953 – Så länge du är min
- 1954 – Det flygande klassrummet
- 1954 – Den store kirurgen
- 1955 – Jag tänker ofta på Piroschka
- 1956 – Operabalen
- 1958 – Värdshuset i Spessart
- 1959 – Han gick genom väggen
- 1959 – Du är underbar
- 1960 – Pension Schöller
- 1965 – Heidi